# Pieczyski
Pieczyski – wieś w Polsce położona w województwie podlaskim, w powiecie siemiatyckim, w gminie Perlejewo.
W latach 1975–1998 miejscowość administracyjnie należała do województwa łomżyńskiego.
Wierni kościoła rzymskokatolickiego należą do parafii Przemienienia Pańskiego w Perlejewie.

## Historia
Pieczyski i Perlejewo wymienione obok siebie w spisie podatkowym z 1580 roku. Wsie miały częściowo wspólnych dziedziców. Z czasem miejscowa szlachta usamodzielniła się i przyjęła nazwisko Pieczyski herbu Pilawa.
Wielu Pieczyskich przeniosło się na Litwę. Kilku uczestniczyło w elekcjach królewskich w XVIII w. Niektórzy uzyskali potwierdzenie praw szlacheckich w okręgu białostockim.
Po powstaniu styczniowym część ziemi w Pieczyskach została zarekwirowana.
Według danych z 1890 r. Pieczyski to wieś nad rzeką Pełchówką w powiecie bielskim i guberni grodzieńskiej w parafii Perlejewo. Wieś liczyła ówcześnie 25 domów i 159 mieszkańców. Gleba pszenna, łąki, las opałowy brzozowy. 4 domy włościan, reszta szlachty. W lesie bagna torfowe.
W 1921 roku naliczono tu 25 domów (w tym jeden dom opuszczony) oraz 143 mieszkańców (w tym 4 prawosławnych i 3 Żydów).